# Claudia Gravy
Claudia Gravy, all'anagrafe Marie-Claude Perin (Boma, 12 maggio 1945), è un'attrice spagnola.

## Biografia
Claudia Gray, nata nel Congo Belga, nel 1965 si trasferisce a Madrid e debutta al cinema con l'adattamento di Fernando Fernán Gómez dell'opera di Miguel Mihura, Ninette y un señor de Murcia. Nel decennio successivo è diventata un volto familiare del cinema ed ha recitato in diverse coproduzioni internazionali.
Nel 1970 è la protagonista del film Le tigri di Mompracem diretto da Mario Sequi. Nel 1996 il suo ultimo ruolo importante nel film Libertarias di Vicente Aranda.

## Filmografia parziale

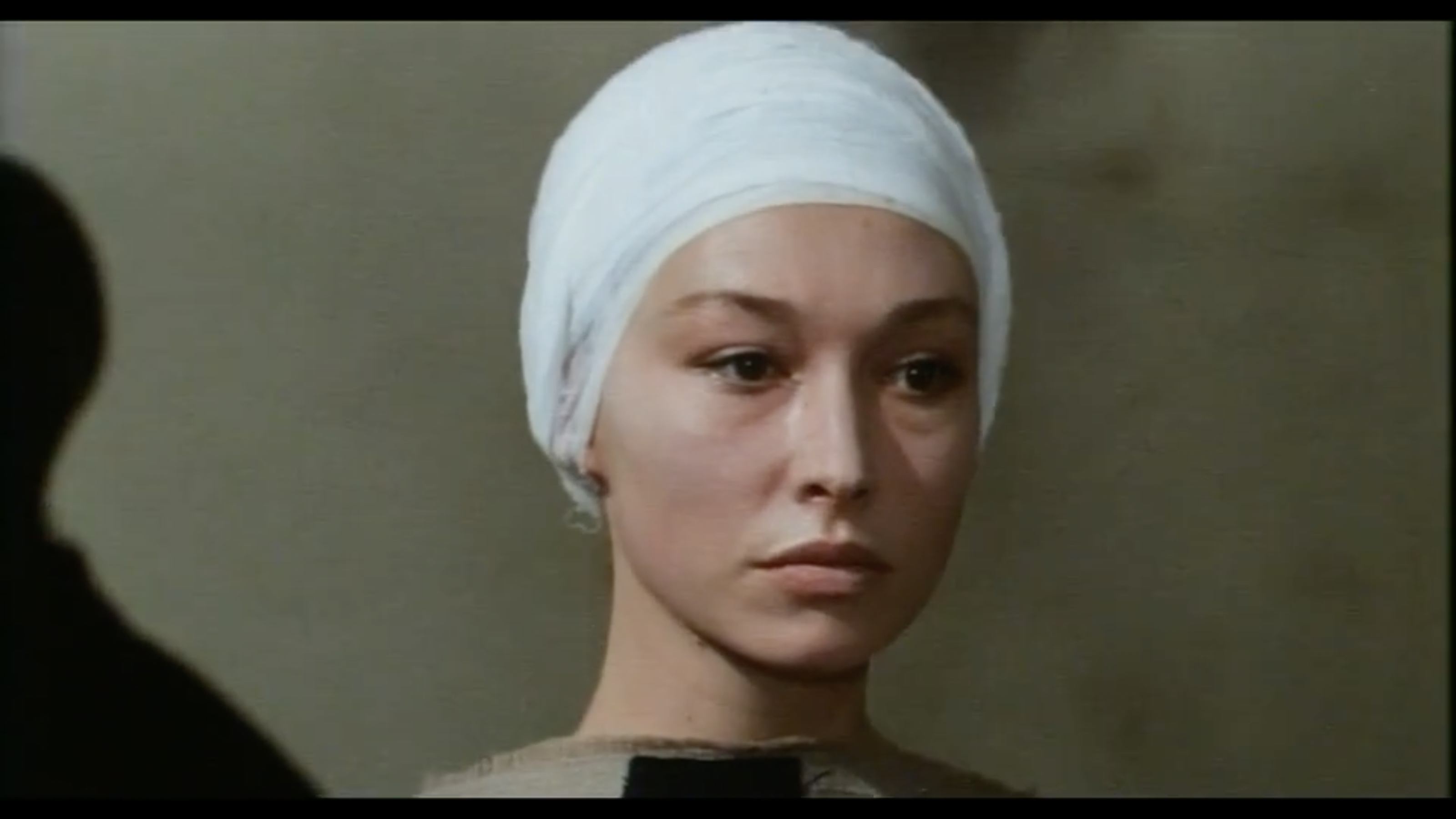
Claudia Gravy nel film Le monache di Sant'Arcangelo (1973)

### Cinema
- Ninette y un señor de Murcia, regia di Fernando Fernán Gómez (1966)
- Morte in un giorno di pioggia, regia di Ramón Comas (1967)
- Le false vergini, regia di Jeremy Summers (1967)
- John il bastardo, regia di Armando Crispino (1967)
- Violenza per una monaca, regia di Julio Buchs (1967)
- Justine ovvero le disavventure della virtù, regia di Jesús Franco (1969)
- 7 eroiche carogne, regia di José Luis Merino (1969)
- Le tigri di Mompracem, regia di Mario Sequi (1970)
- Matalo!, regia di Cesare Canevari (1970)
- Adios Cjamango! (Los rebeldos de Arizona), regia di José Maria Zabalza (1970)
- No... non farlo!!!, regia di Pascal Cervera (1970)
- Byleth - Il demone dell'incesto, regia di Leopoldo Savona (1972)
- L'arma l'ora il movente, regia di Francesco Mazzei (1972)
- Le monache di Sant'Arcangelo, regia di Domenico Paolella (1973)
- Primo tango a Roma... storia d'amore e d'alchimia, regia di Lorenzo Gicca Palli (1973)
- A forza di sberle, regia di Bruno Corbucci (1974)
- Kilma la regina della jungla, regia di Miguel Iglesias (1976)
- La llamada del sexo, regia di Tulio Demicheli (1978)
- Yellow Hair and the Pecos Kid, regia di Matt Cimber (1984)
- Tuareg - Il guerriero del deserto, regia di Enzo G. Castellari (1984)
- L'agguato, regia di Gerardo Herrero (1987)
- Libertarias, regia di Vicente Aranda (1996)
- Quince, regia di Francisco Rodríguez Fernández (1998)
- Don Juan, regia di Jacques Weber (1998)
- Sueños en la mitad del mundo, regia di Carlos Naranjo Estrella (1999)

### Televisione
- Novela – serie TV (1968-1970)
- ¡Robot! – serie TV (1970)
- Curro Jiménez – serie TV (1977-1978)
- Runaway Island – serie TV (1984)
- Los jinetes del alba – serie TV (1990)